# جامعة البحرين للتكنولوجيا
جامعة البحرين للتكنولوجيا UTB (بالإنجليزية: University of Technology Bahrain  University of Bahrain)‏، وتعرف سابقًا "جامعة أما الدولية البحرين"، وهي مؤسسة تعليمية متخصصة في تقنية المعلومات، وهي جزء من نظام أما التعليمي العالمي الرائد في مجال تقنية المعلومات ويعتبر من أكبر المجتمعات في تقنية المعلومات والتواصل في قارة آسيا.
افتتح فرع جامعة البحرين للتكنولوجيا في البحرين في سبتمبر 2002

## تخصصات الجامعة
توفر الجامعة 6 تخصصات رئيسية هي:
1)علوم الحاسوب
2)هندسة معلوماتية
3)هندسة ميكانيكا الالكترونيات
4)أعمال
5)دراسات دولية
6البرنامج التمهيدي الدولي بالتعاون مع NCUK
وفي الدراسات العليا توفر الجامعة:
1. ماجستير في إدارة الأعمال في 8 تخصصات فرعية
  1. ريادة الأعمال
  2. التجارة الإلكترونية
  3. الصيرفة
  4. التسويق
  5. الإدارة
  6. إدارة المشاريع
  7. المحاسبة والتحكم
  8. إدارة الموارد البشرية
2. ماجستير في علوم الحاسوب في 3 تخصصات فرعية
  1. علوم الحاسوب
  2. تطوير البرامج
  3. اتصالات البيانات والشبكات

## نظام الدراسة
يتم الدراسة في الجامعة على 4 سنوات
- في السنة الأولى يتم الحصول على درجة الدبلوم
- في السنة الثانية يتم الحصول على درجة الأسوسيت
- في السنة الثالثة و الرابعة يتم الحصول على درجة البكالوريوس
- كذلك توفر الجامعة درجة الماجستير على سنتين

كل سنة تتكون من 3 فصول، طول الفصل 14 أسبوع (3.5 شهر) وتكون الأجازة بين فصل وفصل أسبوعين وهناك إجازة الصيف في نهاية السنة وطولها 6 أسابيع، (14+2+14+2+14+6=52 أسبوع).
يتم الدراسة في فصول دراسية عدد الطلاب فيها 35 طالب تقريباً.
يتم تسجيل 12 ساعة عادة الأقصى 19 ساعة في كل فصل (المادة عادة 3 ساعات أي تقريباً 5 مواد في الفصل).

## رسوم الدراسة
- رسوم التسجل 50 دينار بحريني لكل فصل دراسي (حوالي 132 دولار أمريكي)
- رسوم المواد
  - 50 دينار بحريني لكل ساعة معتمدة في برنامج البكالوريوس (حولي 132 دولار أمريكي)
  - 87.5 دينار بحريني لكل ساعة معتمدة في برنامج الماجستير (حولي 231 دولار أمريكي)

## مرافق الجامعة
تم افتتاح الحرم الجامعي الجديد بسلماباد. مزود بأحدث المرافق. بكلفة تقدر المليونين دينار، وذلك بتاريخ 22 أبريل 2008.